# Rein Groenendaal
Rein Groenendaal (Sint-Michielsgestel, 24 april 1951) is een voormalig professioneel veldrijder (1978-1992). Hij won 118 veldritten, werd Nederlands kampioen in 1985 en driemaal vierde op wereldkampioenschappen.

## Levensloop
Groenendaal groeide op in een gezin met acht kinderen. Hij werd stukadoor en was rond zijn twintigste een fervent motorrijder. Hij reed 50 cc en 125 cc motorraces door heel Europa, bijvoorbeeld op de Nürburgring en Spa-Francorchamps. Naar eigen zeggen reed hij behoorlijk goed, maar kostte het teveel geld om ermee door te gaan.
Collega-stukadoor Rien van Boxtel dacht dat de toen 23-jarige Groenendaal het juiste karakter had om een goede wielrenner te worden, en leende hem een tien jaar oude racefiets. Met elf valpartijen in elf koersen bleek de weg niet zo'n succes. In het veld kon hij met lef en doorzettingsvermogen, zijn gebrek aan talent compenseren.
In 1985 won hij in Gieten het Nederlands kampioenschap veldrijden. In 1984 en 1985 werd Rein respectievelijk 2e en 3e in het eindklassement van de superprestige achter Hennie Stamsnijder en Roland Liboton. Begin 1985 haalde hij in de Superprestige cross van Zillebeke zijn honderdste zege in het veldrijden.
Groenendaal nam in februari 1992, op veertigjarige leeftijd, afscheid van het veldrijden. Voorafgaand aan de veldrit in Sint-Michielsgestel werd hij uitvoerig gehuldigd. Daarbij werd hij tot ereburger van Sint Michielsgestel benoemd en door de KNWU onderscheiden met Het Gouden Wiel.
In 2014 brak Groenendaal zijn nek tijdens een rit door de Drunense Duinen. Zijn helm voorkwam erger. Hij reed op een bospad over een wortel, sloeg over de kop en knalde met zijn hoofd op een boom. Ondanks de pijn stapte hij weer op de fiets en reed naar huis. In het Jeroen Bosch Ziekenhuis werd, met een haloframe en schroeven in zijn hoofd, zijn nek gefixeerd. Hij mocht zeven weken in de steigers, plus wekenlang harde, daarna zachte kragen dragen. Daarna dook hij meteen weer op de fiets het veld in.
Rein Groenendaal is de vader van voormalig nationaal- en wereldkampioen veldrijden Richard Groenendaal. 

## Resultaten
Dit is een onvolledige lijst. Amateurs en profs reden bij elitewedstrijden en Nederlandse kampioenschappen samen, op wereldkampioenschappen apart.
| Seizoen       | WK  | NK     | Superprestige      | Overige                             |
| ------------- | --- | ------ | ------------------ | ----------------------------------- |
| Amateurs      |     |        |                    |                                     |
| 1978-1979     | 32e | Zilver |                    | Diegem                              |
| 1979-1980     | 12e | Zilver |                    |                                     |
| Professionals |     |        |                    |                                     |
| 1980-1981     | 14e | Zilver |                    | Valkenswaard                        |
| 1981-1982     | 9e  | -      | Gieten             |                                     |
| 1982-1983     | 4e  | -      | 5e                 | Gieten, Valkenswaard, Koksijde, Oss |
| 1983-1984     | 6e  | -      | 2e                 | Gieten, Soestduinen                 |
| 1984-1985     | 4e  | Goud   | 3e (Zillebeke)     |                                     |
| 1985-1986     | 4e  | 5e     | 4e (Valkenswaard)  | Soestduinen                         |
| 1986-1987     | 7e  | 4e     | 7e                 |                                     |
| 1987-1988     | -   | 7e     | 10e (Valkenswaard) | Koksijde                            |
| 1988-1989     | -   | Brons  | 21e                |                                     |
| 1989-1990     | -   | Zilver | 32e                |                                     |
| 1990-1991     | 16e | 4e     | 41e                |                                     |
| 1991-1992     | -   | 7e     | -                  |                                     |

## Ploegen
1984-1985 - Skala-Gazelle
1991-1992 - Teleflex